# Marika Šoposká
Marika Šoposká est une actrice tchèque, née le 12 novembre 1989 à Havlíčkův Brod.

## Filmographie
- 2005 : Bohác a chudák (téléfilm) : Claudia
- 2006 : Slecna guru (téléfilm) : Mísa
- 2006 : Nadeje zitrka (court métrage)
- 2006 : O Sípkové Ruzence (téléfilm) : Ruzenka
- 2007 : Joséphine, ange gardien (série télévisée) : Léa
- 2007 : Crash Road : Panna Marie
- 2007 : Zacarovana laska (téléfilm) : Princesse Marinka
- 2008 : Opravdová láska (téléfilm) : Katerina
- 2008 : Bába (court métrage) : Veronika
- 2008 : Kriminálka Andel (série télévisée)
- 2008-2009 : 3+1 s Miroslavem Donutilem (série télévisée) : Mariana (2 épisodes)
- 2009 : Fispánská jablícka (téléfilm) : Zlatovláska
- 2009 : Hrobník (téléfilm) : Markéta
- 2009 : Ctrl Emotion (court métrage) : Olina
- 2010 : Rytmus v patách (téléfilm) : Geraldine Brandejsová
- 2011 : Lidice : Helenka
- 2011 : Micimutr (téléfilm) : Princesse Karolina
- 2011 : Poupata : Agáta
- 2012 : Muj vysvlecenej denik : Margareta
- 2012-2013 : Vyprávej (série télévisée) : Lenka, la demi-sœur d'Ivka (5 épisodes)
- 2014 : Prstýnek (court métrage) : Adélka
- 2014 : První republika (série télévisée) : Lea Salomonová (8 épisodes)
- 2014 : Neviditelní (série télévisée) : Monicina kamarádka (3 épisodes)
- 2013-2014 : Cirkus Bukowsky (série télévisée) : Vesna (12 épisodes)
- 2014 : Identita (court métrage) : Marika
- 2015 : Skoda lásky (série télévisée) : Fany
- 2015 : Jan Hus (mini-série) : Reine Zofie (3 épisodes)
- 2015 : Laputa
- 2016 : Moi, Olga Hepnarová (Já, Olga Hepnarová) : Jitka
- 2016 : Decibely lásky
- 2016 : Pravý rytír (téléfilm) : Princesse Isabela (voix)
- 2017 : Benny (court métrage) : Pat
- 2017 : Nejlepsí prítel (téléfilm) : Rézinka (voix)
- 2018 : Polda (série télévisée) : Kristýna Vágnerová
- 2017-2018 : Ordinace v růžové zahradě 2 (cs) (série télévisée) : Brigita Mrázková (65 épisodes)
- 2018 : Úsmevy smutných muzu